# Phahurat
Phahurat (también llamada Pahurat, en tailandés พาหุรัด) es una zona del distrito Phra Nakhon, en Bangkok, Tailandia, también llamada Little India, conocida por albergar la mayor comunidad de inmigrantes indios en la capital del país, quienes se dedican en su gran mayoría a la venta de telas y ropa, por lo que el área se convirtió en un gran mercado de productos de las comunidades sij, hindúes y musulmanes. Sus residentes son principalmente tailandeses de ascendencia del sur de Asia.
Phahurat adoptó el nombre de la calle que lo atraviesa y representa para los habitantes de Bangkok y para los turistas un atractivo mercado textil (principalmente de telas de seda estampada) de bajo precio, además de contar con gran cantidad de restaurantes de gastronomía del sur de Asia.
Las telas indias (en algunos lugares llamadas erróneamente telas hindúes, ya que el término indio alude a los ciudadanos de ese país, mientras que hindú se refiere a la religión hinduista) pueden adquirirse en la amplia variedad de comercios dedicados exclusivamente a la venta de productos derivados de la industria textil del sur de Asia, así como en la gran cantidad de puestos callejeros y también en los centros comerciales que recorren la calle Phahurat (como India Emporium y sus cuatro pisos dedicados a la venta de seda, encaje, algodón, batik y satén, así como joyería india y artesanías).
En Phahurat también está Gurudwara Siri Guru Singh Sabha, el mayor templo sij (religión originaria de la región india de Punjab) de Tailandia, y el centro comercial Old Siam Plaza.
Los comercios de Phahurat suelen abrir al público diariamente entre las 8 y las 16, mientras que los centros comerciales tienen un horario de 10 a 21.
Phahurat se encuentra muy cerca del barrio chino en Bangkok, conocido como Chinatown o Yaowarat, uno de los distritos comerciales más concurridos del país.

## Historia

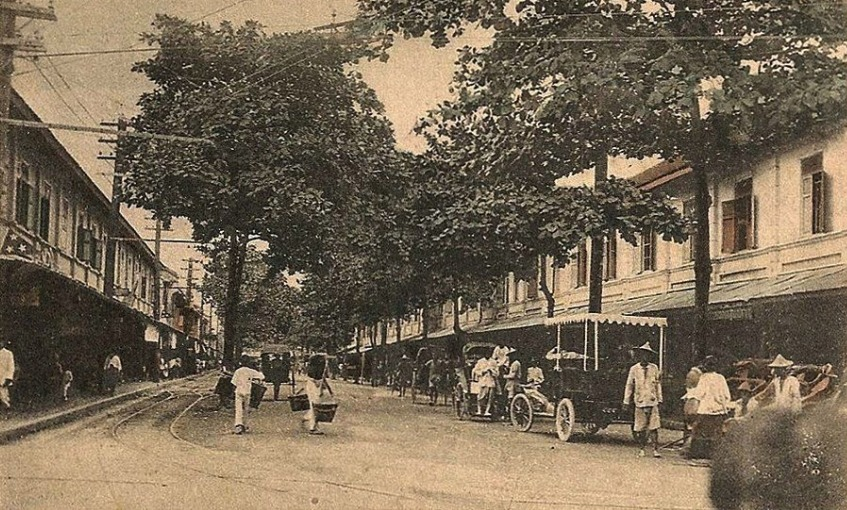
Phahurat en 1909.

Pese a haber sido un área pantanosa, en la zona del sur del distrito Phra Nakhon se instalaron inmigrantes chinos, laosianos y vietnamitas durante el mandato de rey Taksin en el Reino de Thonburi en Siam (que más tarde se convertiría en Tailandia). Tras un incendio en 1898, el rey Rama V homenajeó a su hija fallecida a temprana edad, la princesa Phahurat (o Bahurada) Manimaya, con la construcción de una calle que se llamó Phahurat.
Los accesos pavimentados para el transporte hicieron de la zona un lugar atractivo para vivir, lo que fue aprovechado por una comunidad sij que fundó un centro de comercio textil, que posteriormente atrajo a inmigrantes de todo el sur de Asia (principalmente hindúes y musulmanes). Vietnamitas y laosianos dejaron el país durante las respectivas guerras, mientras los chinos se asentaron en torno a la calle Yaowarat. En la zona de Phahurat la comunidad india desarrolló un mercado centrado en la industria textil.
En las primeras décadas del siglo XX floreció muy cerca el mercado de Ming Muang, con locales dedicados a la sastrería. De esta manera, muchos compradores que adquirían telas en Phahurat se dirigían después en busca de los costureros de Ming Muang para que les confeccionaran vestidos. El mercado fue demolido a fines de la década de 1970 y los costureros se trasladaron a Phahurat y abrieron sus propias sastrerías.
En 1992 se inauguró el centro comercial Old Siam Plaza donde antes se encontraba el mercado Ming Muang. En su origen estuvo pensado como el epicentro de la venta de joyas en Bangkok, pero finalmente se convirtió en un mercado que ofrece indumentaria, ropa de segunda mano, electrónicos, artesanías y comida rápida, además de contar con unos pocos joyeros.

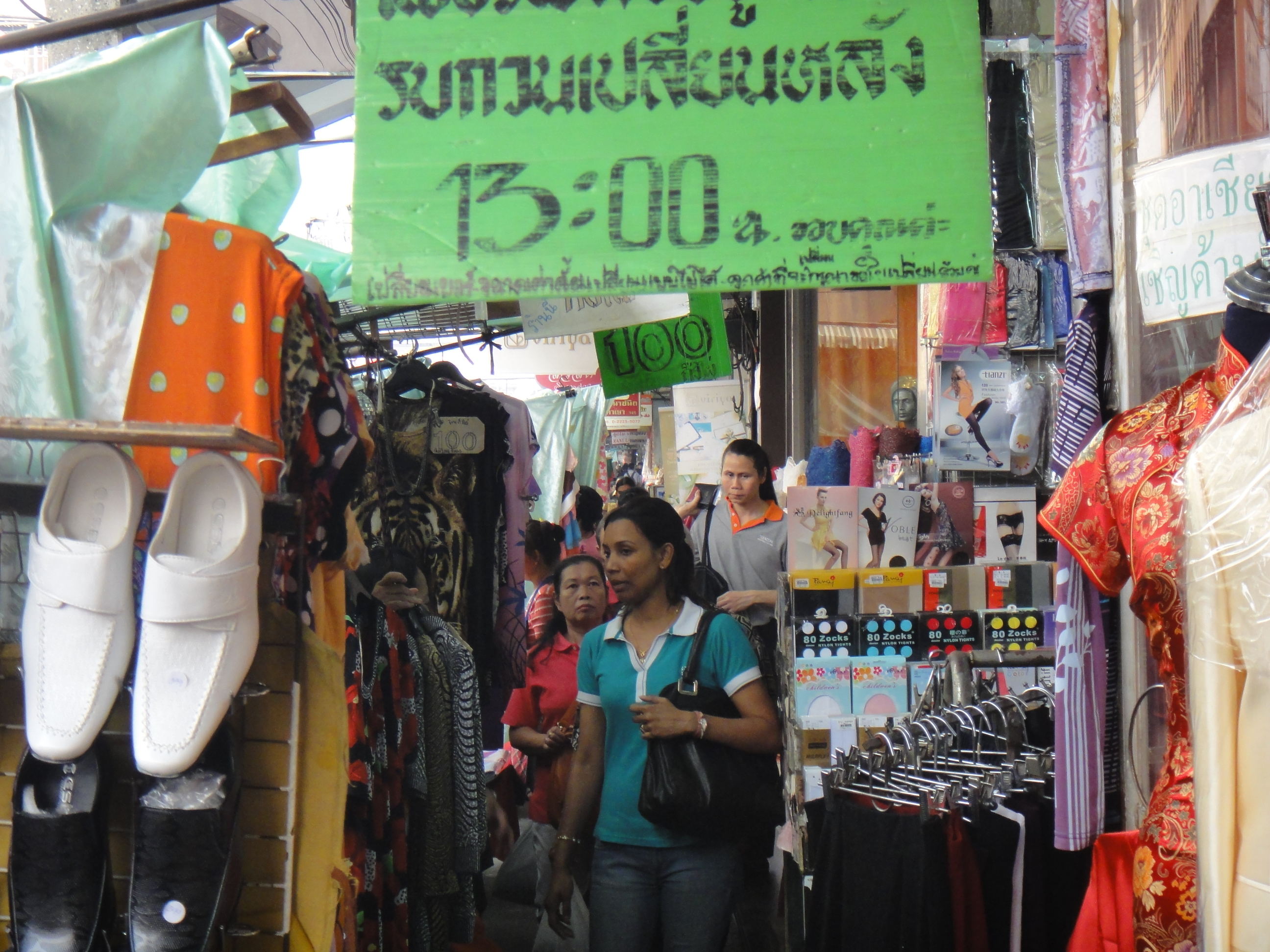
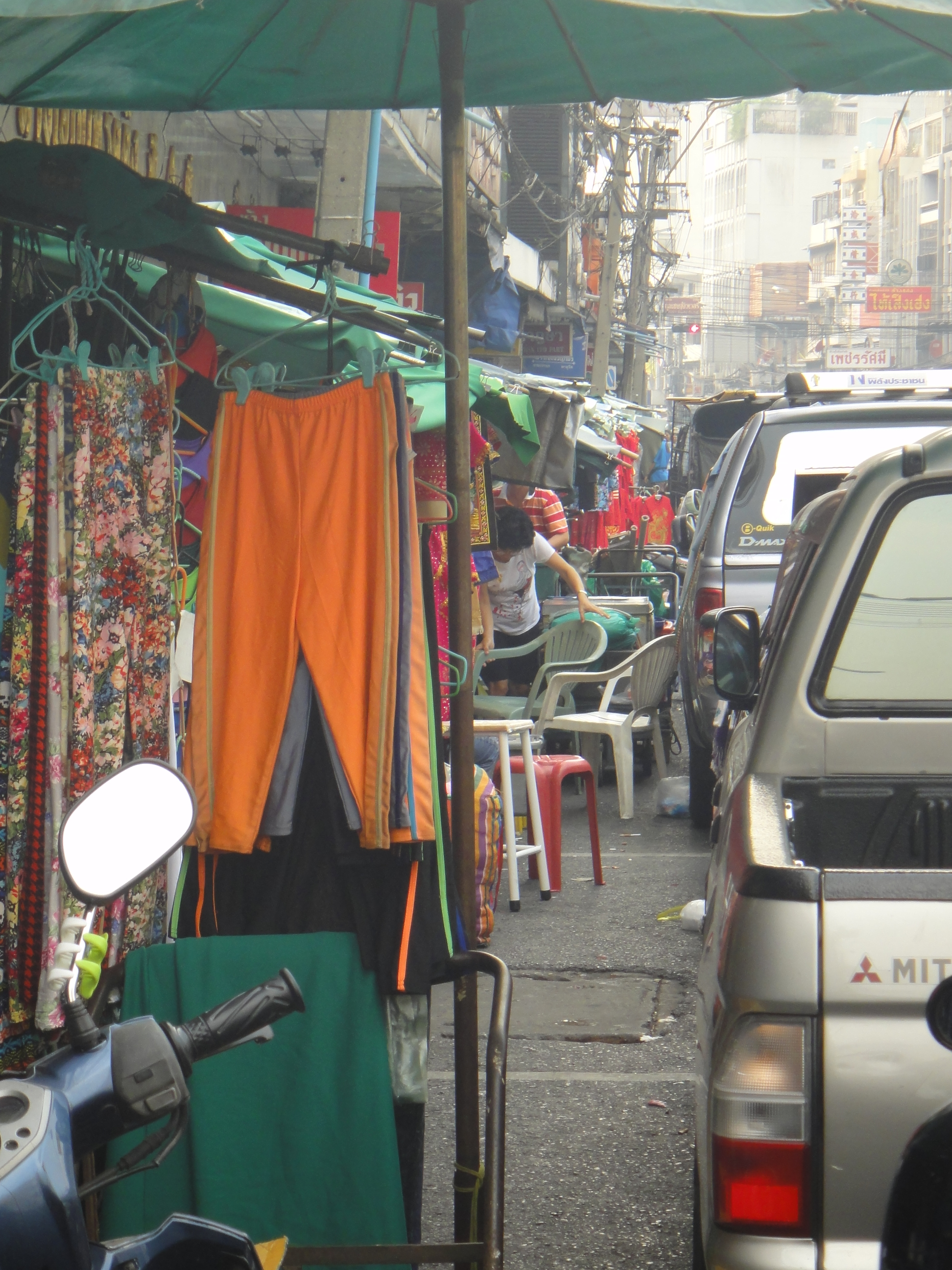